# 三体用语列表
三体用语，为中国作家刘慈欣的科幻小说作品《三体》及其续作《三体II：黑暗森林》和《三体III：死神永生》的用语介绍。

## 地球世界关联
魔法时代
1453年君士坦丁堡战役期间的一段时间。由于高维碎块接触地球，人类可以通过高维碎块进行空间跳跃，持续时间极短，在高维碎块离开地球后结束。
黄金时代
三体危机爆发前，人类社会所处的时代。由于存在球状闪电科技，期间可能发生了《球状闪电》中的情节。
危机纪元
三体危机爆发后，人类社会使用的纪年法。
前危机时期
三体危机至大低谷之间的时期。
大低谷时期
三体危机出现后，全世界转入战时经济，生活环境不断恶化，最后造成文明大倒退，世界人口减少了一半以上。

在大低谷後人類重新經歷了第二次的文藝復興和第二次的法國大革命(全球性的)。並將此做為教訓，在後來的社會發展中將人文原則擺第一，文明延續則第二。
红岸计划（红岸工程）
通过与外星人接触获得科学技术突破的计划，保密级别极高。
红岸基地（雷达峰，第一红岸基地）
表面上是一个国防科研基地，实际上在进行与外星人接触的工作，其中的红岸系统表面上只是对卫星和空间站攻击的武器，实际上在不断向外星文明发送接触信号。
科学边界
成员多为著名科学家，表面上是一个学术组织，实际上是为了阻碍人类科学发展的组织，受其影响造成多位科学家自杀。
作战中心
由于智子的影响，粒子加速器出现错误结果，导致多名著名科学家相继自杀，为了调查原因，各大国联合成立的调查组织。
主
地球三体组织成员对三体文明的称呼。
三体游戏
网络游戏，使用超前开发工具制作，需要V装具接入，游戏内容为三体文明二百多次的毁灭与重生，主要为地球三体运动寻找新成员。后期也用于ETO成员之间联络。
V装具
接入三体游戏必须的装置，可以记录视网膜特征。
宇宙闪烁
在智子干扰下，对宇宙背景辐射观测出现错误，误认为宇宙背景辐射出现波动。
绿色和平组织
环保组织，在大低谷前被认为是降临派分支而遭到镇压。
宪章修正
为应对三体危机对联合国宪章的修正。
PDC
行星防御理事会（Planetary Defense Council）的缩写。前身为联合国安全理事会。
面壁计划
智子可以听懂人的语言，读取任何书籍和计算机存储信息等，但却无法监视到人的思维，为了获得战略上的优势，指定了四位面壁人，他们不用向外界解释自己的计划，可以调动大量资源实现自己的计划，并且不需要解释原因，除非超过了被分配的资源或对人类有较大伤害。
破壁人
监视面壁者行动的地球三体组织成员，以判断其真实战略意图。
地球治安军
为了监督人类移民招募的人类军队，参加者可以避免移民。在移民过程中，动用武力强迫移民，造成了上百万人死亡，之后开始消灭保留区之外全部人类，镇压地球抵抗运动。尽管在大疏散中起重要作用（维持秩序和保证供给），但是大量地球治安军成员仍然在5年内遭受审判并遭处决。
地球抵抗运动
地球反抗军，由于力量差距，作战行动几乎等同自杀。
IDC（情报解读委员会）
舰队国际和联合国行星防御理事会组成的联合机构。负责在智子屏蔽室内对于云天明传递的情报进行解读，按照专业分为25个小组（后增设语言学小组）。
掩体计划
利用巨行星为掩体，躲避光粒打击，在二向箔打击下失效。
黑域计划（没有实施）
利用慢雾形成的低光速区躲避黑暗森林打击。
执剑人
地球文明对三体文明进行黑暗森林威慑的最终执行人，身处地下掩体，接收来自监视器的信息，一旦发现水滴对地球文明的攻击企图，则根据自己的判断来决定是否发出坐标广播。只有两位人类成员成为执剑人，第一位为罗辑，担任时间为54年，第二任为程心，担任不超过15分钟，在其接任后地球立刻受到水滴袭击，程心放弃发出广播。
古筝计划
由大史提出，利用飞刃纳米材料做成的丝线把第二红岸基地（大型油轮）切割成薄片并夺取其中的珍贵数据的计划。
物种共产主义
认为所有生命物种（包括所有动植物），生来平等。
逃亡主义
主张向太空逃亡躲避三体人入侵（由于造成人类文明内部分裂和动荡，最后被宣布为非法）。

### 地球三体组织
地球三体组织（地球三体运动，三体叛军）
地球三体组织最开始是由伊文斯在知道三体世界的存在后，借助自己跨国石油公司总裁父亲的遗产，在寻找志同道合者并试图与三体人联系中所建立的组织，希望由三体文明来改造地球文明，但其真实意图是请求三体人灭绝全人类，其成员多来自科学界及少部分政界和经济界人士。
在伊文斯请求三体文明的发现者叶文洁去做组织的精神领袖后，叶文洁后来渐渐得知其真实意图，于是她开始试图利用自己作为精神领袖的威信来改变ETO的发展。在汪淼参加的会议上，叶文洁让ETO杀手“炸弹女孩”杀死了降临派的核心成员潘寒，并宣布将彻底解决降临派的问题。但由于史强成功伏击并逮捕了所有参加者，叶文洁的计划宣告失败。
在古筝行动中，伊文思的私人游船“审判日号”（又称第二红岸基地）上的所有人（包括伊文斯）均被杀死，人们获得了被降临派截留在“审判日号”的全部三体信息。而在得知三体人的真正计划后，拯救派的信仰自然崩溃。而降临派在经过两次打击后，成员大量减少，但消除了内部矛盾，以排除三体文明降临太阳系、毁灭全人类的一切困难为目标，彻底成为人类文明的敌人。
他们多次实施三体文明下达的刺杀罗辑的命令，且成功利用基因武器“轻流感”让罗辑因多器官衰竭而被迫冬眠。并通过“破壁计划”来对抗由PDC实施的面壁计划，破解面壁者的战略计划，扫清三体人入侵的障碍。
在罗辑醒来后得知，地球三体组织成为过往历史，已经不复存在，但事实上另一位面壁者比尔·希恩斯的妻子就是一位组织成员，也是一名破壁者，并且一直生存到面壁人冰冻200年后。
ETO
地球三体组织（Earth Three-body Organization）的缩写。
降临派
降临派认为人类应该被毁灭，希望借三体文明毁灭全人类，建立了第二红岸基地，垄断了和三体文明的信息交流，后来这些信息全部落入地球文明之手。
拯救派
拯救派希望三体文明帮助地球文明改造，在三体入侵后，拯救派几乎全数背叛。
幸存派
希望在三体人占领地球后，自己的子孙能继续生存的派别，因此提前为侵略者服务。
第二红岸基地（审判日号）
由一艘六万吨油轮改建的第二红岸基地。被降临派完全控制。
第三红岸基地（计划终止）
因为三体文明对人类的恐惧，断绝了和地球的联系，因此在完成接收外星訊息的功能後，就废弃拆除。

## 三体世界关联
三体世界
三体人居住的恒星系，原型为半人马座α星，有三颗质量相当的恒星，其运动轨道无法预测。三体世界本来拥有十二颗行星，但在漫长的时间里有十一颗被其“太阳”吞噬，三体人居住的第十二颗行星也随时可能被太阳吞噬。
恒纪元与乱纪元
三体世界拥有三颗太阳，受三体问题影响，太阳运行轨道不稳定，无法计算，当行星被一颗太阳捕获作规律运动时，称之为恒纪元，反之为乱纪元。
脱水与浸泡
很多代三体人都演化出来的特殊构造，可以在乱纪元无法生存时进行脱水，脱水后大大减少自身体积，并且不需要资源消耗。当恒纪元来临时，在水中浸泡可以重新获得生命力。
三体人（三体文明）
距离地球最近的外星文明，由于三体世界拥有三颗太阳，受三体问题影响，三体世界的生物圈不断在恒纪元与乱纪元中毁灭与重生，因此各轮文明的“三体人”指的是当时三体世界具有最发达的智慧并能建立文明的生物，其外形各不相同，并非同一物种（但拥有不少趋同演化而来的相似性状）。其中有一代三体人外表有一层全反射镜面，信息交流速度极快。三体人思维透明，任何三体人之间都能知道对方的思考活动。192号文明发现三体问题不可解之后，决定飞向宇宙，在宇宙中寻找移民的新世界。本轮三体文明发现了叶文洁发来的信息，得到了地球的坐标，决定入侵地球。对三体人的外表，书中没有具体的描述，三部曲中，除了云天明以外，没有任何地球人类见到过三体人。最新一代三体人相互结合后本体分裂成多个后代，每个后代可以继承父母的部分记忆。
192号文明
文明代号，表示之前有191个文明灭绝，受三日凌空等灾难的影响，此数据并不准确。
飞星
当一个太阳运行到远距离时，气态外层透明不可见，在三体人看起来像星星，称为飞星。
三颗飞星
三颗太阳都运行到远距离，行星得不到太阳的热量，行星会在绝对零度中全部冻结。
飞星不动
从地面观测太阳在宇宙背景处于静止状态，说明太阳与行星运行在一条直线上，行星将从离太阳极近处通过，文明毁灭的前兆。
三日凌空
三体世界最恐怖的灾难，三颗太阳运行到近距离，行星地表在高温中融化，生命几乎完全灭绝。
三日连珠
三颗太阳与行星运行在一条直线上，三体文明会在引力叠加中毁灭。
三体时
三体人的计时单位，1万三体时大约等于1地球年。
智子
最新一代三体人在发现来自太阳系的信号后启动了“智子”计划：将质子从九维展开二维，在上面蚀刻电路，改造为智能计算机，可以自由收缩和展开维度，最多可以收缩到十一维，从而使得该质子获得人工智能。当其收缩到高维时，可以进入任意地点（三维）。两对智子之间，即使相隔数光年，也能进行瞬间通信。智子可以破坏高能加速器的结果，使高能加速器只能得出错误和混乱的结果，由于智子速度接近光速，并且不受三维空间的阻挡，可以同时破坏多达一万台加速器的撞击结果。智子可以在三维空间显示文字图形等，但由于其只是一个微观粒子，对宏观世界作用极小，并且需要低维展开，此时极易被破坏。
在三体世界完成了四个智子的建造工作后，这四个智子被分成两对，其中一对以近光速送往地球，余下两个作为通讯工具留在三体世界。三体世界建造智子的目的是为了长期、无死角地监控人类。智子可以自己展开或收缩至任何维度：该特性使得它们可以以超高速阅读任何人类的资料、书籍和计算机存储。人类在获悉该计划后利用智子无法监控人类的思想的缺陷实施了“面壁计划”，利用三体人思维透明的劣势展开对三体世界的战略欺骗。
人列计算机
据推测，由于某一代三体人为在恶劣环境中生存而身体表面覆盖一层全反射镜面，通过光线聚焦进行的光线语言交流效率相当高。因此可以排列组成逻辑门计算机。所以尽管人列计算机效率不高，但已经超过了人类手工计算的效率。
巨型单摆
同人列计算机一样，是三体游戏中在三体世界实际存在的东西。远古时代三体人希望藉此给他们的三颗太阳催眠，后来成为三体纪念碑。在建造智子（1985年前）后停摆。

## 宇宙关联

### 宇宙社会学
假设宇宙中分布着许多文明，而地外文明的数量与人类可观察到的恒星是同个数量级的，这些文明个体构成了一个巨型的超级社会结构，宇宙社会学即研究这个宇宙社会的形态及各个文明之间关系的学科。

#### 基本公理
|  | 一、生存是文明的第一需要。 二、文明不断增长和扩张，但宇宙的物质总量保持不变。 |

另外两个重要的概念是猜疑链和技术爆炸

##### 善意和恶意
宇宙文明间的善意是指不主动攻击和消灭其他文明，恶意则相反。

##### 猜疑链
宇宙文明间存在信息不完全的博弈，两个文明互相无法判断：
- 对方对自己是善意或恶意的；
- 对方认為自己对其怀有善意或恶意。

以此類推，往下無限延伸

因此，宇宙文明间相互产生猜疑，永不主动透漏自己的讯息是基本原则。

##### 技术爆炸
指从宇宙的时间尺度来看，一个文明在科技發展過程中，可能短时间内產生技術突破以及科技发展速度不断增快的现象，即為技术爆炸。

此概念形容文明在到达下一个科技成就节点所耗费的时间不断缩短，如同爆炸一般的飞跃式进程。例如，人类现代科技基本是在在工业革命后三百年里发展起来的，而三百年无论是相对于人类起源至今的历史，还是地球生命史，都是短暂的瞬间。但是，宇宙间不同文明技术发展的速度是不一致的，因此，一个弱小的文明有可能在極短时间內發生技術爆炸並超过强大的文明。

#### 黑暗森林

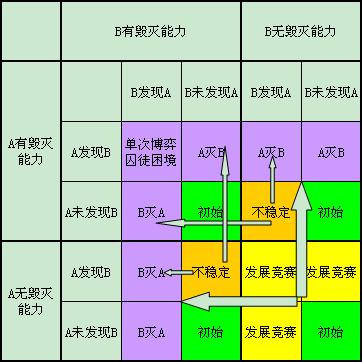
依据刘慈欣的作品《三体》中黑暗森林理论推算下的两个外星生命相遇时的博弈示意

黑暗森林是宇宙社会学推导出的宇宙图景及对费米悖论的解释：宇宙中各文明之间因猜疑链的存在默认相互敌对；当发现其它弱小文明时，因害怕对方隨時發生技术爆炸超越己方，故立即实施黑暗森林打击予以毁灭（成本相对较小）。所以，在宇宙中，每个文明都要隐藏自己，一旦暴露己方文明坐标就等于己方文明毁灭，这就是黑暗森林法则。

「宇宙是一座黑暗森林，每個文明都是帶槍的獵人」 （页面存档备份，存于）
广播
大范围广播某个恆星坐标，使其星系内的文明受到黑暗森林打击。

### 星艦地球
共有兩隊逃脫三體的追擊：
一為由「自然選擇」號（亞洲艦隊）、「深空」號（亞洲艦隊）、「企業」號（北美艦隊）、「終極規律」號（歐洲艦隊）、「藍色空間」號（亞洲艦隊）建立。
因害怕面壁計畫中的思想鋼印造成的失敗主義者影響星艦指揮官，由思想鋼印計畫開始前的公元時代的冬眠者與原艦長交接並暫時持有星艦最高控制權，直到思想檢查結束。
二為「青銅時代號」與「量子號」組成，為護送物理學家丁儀與水滴第一次接觸與面對全世界的實時轉播工作而成。在丁儀建議之下，兩艘星艦停泊在遠處，均進入深海模式，得以在水滴進入攻擊後迅速進入前進四離開。
其中「自然選擇」號在章北海與艦長東方延續交接時被章北海控制，並下令全艦進入深海模式，進入「前進四」模式後挾持整船人員叛逃，其餘為聯合艦隊派出的追捕艦。由於「自然選擇」號啟程倉促，僅攜帶少量的能源進行航行，在得知太陽系內絕大部分的聯合艦隊隊員都被水滴消滅後，該五艘戰艦召開會議，將章北海視為精神領袖以及新世界的領導人，但被其拒絕。章北海對外說明自己退隱的想法，聲稱自己已完成延續人類文明的基本任務。其後時常在星艦中散步並以「對星艦感情與完成任務的留戀」，對艦長東方延續在內等高級官員提出持有星艦最高控制權以作為紀念，並獲得同意。
在眾人的會議討論下，認為該五艘船艦背負人類文明傳承的僅存希望，在實質上已不屬於地球國際或艦隊國際的一部分，應視為一個獨立的社會，為表達與母星地球的思念和關聯，將新世界命名為「星艦地球」，而太陽系內的兩個國際對此表達默許的祝福。

在星艦地球成立後數個月，多名船員出現思鄉、恐懼、反社會等心理狀況，均被妥善治療。直到另一種恐懼從高級軍官開始蔓延，因為當事人均對此諱莫如深，導致負責心理治療的軍官不知該如何應對。在「自然選擇」號上的視角中，艦長東方延緒 （页面存档备份，存于）和同事討論後得出結論：資源不足並且面臨猜疑鏈的威脅，唯有利用聲波導彈武器（摧毀生物但不影響設備）取得掌控權後，將其他船艦的資源集中，才夠維持生態圈系統直到他們到達下顆能做為能源供應的星球。

而經過數月黑暗的考驗，不只「自然選擇」號上的成員，其他船艦的人員也都有了相同的想法。在東方延續等人將做出行動以前，章北海已隔出一個空間，獨自開始準備攻擊，東方延續等人震驚，並不想人其一人承擔責任，要求進入空間並共同承擔責任，被拒。做出行動前，章北海最後時刻因為被其壓抑了許多年的人性所影響，沒有即時發動攻擊，最後留下一句：「算了，都一樣。」便被來自其他船艦的導彈先發制人，全員死亡。
此時在遠方的青銅時代號對量子號發出攻擊。與該場因猜疑鏈引起，傷害同類的戰爭被人類稱為「黑暗戰役」，並受到來自兩個國際人民的詛咒和責罵。

在「黑暗戰役」後，只有預先抽空艦內空氣得以不被聲波導彈武器影響的「藍色空間」號與發動攻擊的「青銅時代號」倖存，整備資源後斷開和太陽系的聯繫，獨自駛向黑暗的宇宙。
威懾紀元開始後，三體世界幫助人類世界聯繫上兩艘星艦，並對兩者說明人類世界對星艦上的「人類文明的延續者」的歡迎，得到人類社會驗證說法後，青銅時代號返航。
青銅時代號的所有人員受到熱烈歡迎，艦長與船員解除武裝後並下到地面，全員點名兩次。知道無一人遺漏後，歡迎聲戛然而止，並被告知伴侶家人的離開，他們是地球後代的恥辱，隨後遭全員逮捕。
軍事審判後無罪者寥寥無幾，軍事決議將青銅時代號清理並交接，打算重新投入使用。在交接時艦長表達配合，隨後在他人沒有反應過來的時間迅速做出決定，隔出一個空間，期間被兩發子彈擊中但依然成功呼叫暫時停泊的藍色空間號，對其表示：「不要返航！這裡不是家！」的訊息。
星艦地球號收到訊息後加速駛離太陽系。後由搭載引力波發射器的萬有引力號（人類）與兩顆水滴（三體）共同追擊。

### 其它相关概念
歌者
未知高等文明的底层人员，担任监听并依靠直觉来分析太空信号，他一直监视（或说在扫视）着全宇宙所有的信號，曾收到萬有引力號發出的三體母星座標廣播後，动念毁灭罗辑发出的坐标星体和三体母星，但發現都被其他监听人员提前摧毁。最终歌者开始清理太阳系文明，由于发现盲点（太陽系不同於其他已知被光粒摧毀的星系，擁有巨型行星可供掩護恆星爆發時的毀滅能量），放弃采用光粒而使用降维武器“二向箔”进行攻击。
归零者
又称为重启者，可能是一群智慧个体，也可能是一个或多个文明，想要将宇宙零维化，从而重启宇宙，使宇宙的宏观维度回到十维的田园时代。
回归运动
类似于归零者的群体，为了让大宇宙能够正常坍缩，他们力图制止小宇宙的建造，并呼吁把已经建成的小宇宙的质量归还给大宇宙。
宇宙三与三十万的综合症
宇宙在宏观裡只有三维，还有很多维度卷曲在微观。光速只有三十万千米每秒，而宇宙尺度多达上百亿光年，光永远无法从宇宙一端传到另一端。

## 科学关联
飞刃
超高强度纳米材料，可以用于制造太空电梯。
恒星放大器
利用恒星大气层的电磁作用，将其受到的入射的电磁波放大上亿倍回馈到太空，从而使电磁波信号能传递到宇宙其他文明，称作“弹星”，即：把星星如同琴弦般弹拨。叶文洁两次利用太阳的放大功能，将人类文明暴露给三体文明，直接导致了三体危机。
太空电梯
从地表直接进入宇宙的设施，使用超高强度纳米材料建造，太空电梯是建立防御体系的基础之一。
赤道基点
太空电梯与地面的连接点。
冬眠技术
一种通过人工方式让人类进入冬眠状态，减缓衰老，并按需复苏的技术，根据持续时间分为短期冬眠和长期冬眠。短期冬眠时间最短为几天，只需服用药物。长期冬眠时间可达数百年，需要使用外部辅助设备。冬眠技术是人类在黄金时代（三体危机爆发之前）就已经掌握的技术。
思想钢印
通过机器干扰人的思考逻辑，让人坚信某种事物。
曲率引擎
驱动飞船进行光速飞行的发动机，通过在飞船身后降低空间曲率来推动飞船（飞船会被拉向前方曲率较高的空间），三体人和地球先后掌握了这一技术。曲率引擎运行时会产生“曲率航迹”，航迹内的光速降低。可以利用大功率曲率引擎产生的航迹来制造黑域（低光速黑洞）甚至“死线（光速为0的区域）”。关于类似的技术，参见阿库别瑞引擎或星际迷航系列的曲速引擎。
慢雾
歌者对于低光速区的名称，用来描述曲率引擎所引起的空间曲率降低并伴随光速下降的现象，并藉由慢雾和恒星系的相对位置判断制造慢雾的文明是否危险。
死线
超大功率的曲率引擎制造的光速为0的区域，细长，漆黑。死线并不稳定，被扰动之后可以扩展形成慢雾，但此种慢雾中光速仍然极低，甚至可以低至恒星系统逃逸速度。
基因导弹
经过基因改造的病毒，对一般人症状较轻，无致命危险，但识别到特定目标的基因后，会在目标体内制造致命毒素。

## 军事与武器关联
水滴
三体人利用强相互作用制造的小型探测器，其表面材料的物质完全由强作用力凝聚在一起，强度、飞行速度和智能化程度极高。可以轻易击穿战舰及城市。
碎星（质量点，光粒）
通过加速至非常接近光速的基本粒子对恒星进行打击，由于相对论效应，高速粒子的动量很大，可以直接击毁恒星并毁灭周边的行星。三体人母星的恒星受到这种攻击而毁灭，导致超过99.9%的三体人死亡。
二向箔
未知高等文明的清理员“歌者”用于打击太阳系文明的武器，永久将太阳系从三维降低至二维。由于二向箔打击范围内的逃逸速度为光速，因此太阳系内除星环号使用曲率引擎逃离外，包括地球文明在内的所有存在全部毀灭。
技术公有化
三體危機出現後，未開發國家和開發中國家主张大国應将已掌握的科學技術和宇航技术等无偿公开的运动。
近地初级警戒防御圈
利用洲际导弹和NMD系统构成的防御系统，以防止智子在近地空间低维展开。
末日战役
三體危機後一直被人們設想，在四個世紀後迎擊三體艦隊的最終戰爭，可因為後續發展並未實際出現。
在人類艦隊試圖捕獲水滴，卻被全部消滅後，在瀰漫的絕望情緒中，有人將水滴的破壞行動稱作末日戰役，但因為與人類艦隊接觸的不是三體艦隊本身，並不被視為末日戰役。
雪地工程
表面上利用恒星级氢弹和海王星的油膜物质制造太空尘埃，以显示三体舰队的轨迹。实际上利用恒星级氢弹和油膜物质，利用爆炸形成的星际尘埃发送三体世界坐标。
群星计划
拍卖地球一百光年以外恒星的计划，总计出售了十七颗恒星。
阶梯计划
最初计划向三体舰队发射探测器，因为探测器质量较大，改为运送一个人类大脑。阶梯计划飞行器质量极小，本身没有推进能力，有一个较大的帆，将核弹部署在轨道上，利用核弹爆炸加速。这一概念最早来自于1985年的猎户座计划。
引力波广播
通过极高质量密度的长弦的振动发送坐标。引力波天线建造成本巨大，每一个只能使用五十年左右，半衰期之后就完全失效。
正触发广播与负触发广播
正触发需要发出命令才会触发广播。负触发则要不断发出不要广播的命令，一旦不发出命令，系统自动开始广播。
二向化
将本文明改造为二维生命，从而对敌人进行维度打击。
墓地
高维物体降维之后，在高维空间中的残留。
十维宇宙猜想
这个猜想认为宇宙最初有十个维度，在漫长的星际战争中，维度不断跌落至现在的三维宇宙。
四维碎片
本书中一个重要设定就是宇宙的三维属性是一个可改变的量而不是公理，现在的宇宙是一个从四维空间降维得到的三维空间。这种降维是由宇宙文明间的降维攻击导致，当全部宇宙被降低到三维空间后，还残留了一些极小的四维空间，称之为四维碎片。按照书中设定，当三维的人类进入四维空间后，可以跨越距离和障碍对三维空间的存在进行影响。蓝色空间号战舰即使用这种特性摧毁了三体的水滴，并占领了万有引力号战舰。
军事民主
主张不分职位高下，集思广益。

## 相关资料
- 刘慈欣. . 重庆出版社. 2008. ISBN 9787536692930 （中文）.
- 刘慈欣. . 重庆出版社. 2008. ISBN 9787536693968 （中文）.
- 刘慈欣. . 重庆出版社. 2010年11月. ISBN 9787229030933 （中文）.